# Oxytrope de Maydell
Oxytropis maydelliana
Espèce
Synonymes
- Oxytropis campestris subsp. melanocephala Hook.[2]
- Oxytropis campestris var. glabrata Hook.[3] [2]
- Oxytropis glabrata (Hook.) A. Nels.[2]
- Oxytropis maydelliana subsp. maydelliana[3]
- Oxytropis maydelliana subsp. melanocephala (Hook.) Porsild[2]

L'Oxytrope de Maydell, Oxytropis maydelliana, est une espèce de plantes à fleurs de la famille des Fabaceae que l'on trouve dans les hautes latitudes d'Amérique du Nord et de Russie orientale.

## Liste des sous-espèces
Selon Tropicos (9 décembre 2018) (Attention liste brute contenant possiblement des synonymes) :
- sous-espèce Oxytropis maydelliana subsp. maydelliana
- sous-espèce Oxytropis maydelliana subsp. melanocephala (Hook.) A.E. Porsild